# Typhlocaris ayyaloni
Typhlocaris ayyaloni is een garnalensoort uit de familie van de Typhlocarididae. De wetenschappelijke naam van de soort is voor het eerst geldig gepubliceerd in 2008 door Tsurnamal.